# 12-Bar Original
A 12-Bar Original egy instrumentális, 12 ütemes blues zeneszám a The Beatles együttestől. 1965-ben rögzítették, de csak 1996-ban került kereskedelmi forgalomba, amikor a dal 2. felvételének szerkesztett változata felkerült az Anthology 2 válogatásalbumra. A szerkesztés előtt a 2. felvétel hossza 6 perc 36 másodperc volt.
Egyike azon kevés dalok közül, amelyeken az együttes összes tagja (Lennon/McCartney/Harrison/Starkey szerzeményként) szerzőként van megjelölve, és a Lenono Music Inc., az MPL Communications Ltd., a Harrisongs Ltd. és a Startling Music Ltd. által kiadott dalok közé tartozik. A további közösen írt dalok dal közé tartozik a Flying a Magical Mystery Tour albumról, a Dig It a Let It Be-ről és a Christmas Time (Is Here Again) című dal, amely az 1995-ös Free as a Bird kislemez B-oldala.
Az együttes tagjai közül csak John Lennon és Ringo Starr nyilatkozott a dalról. Néhány amerikai rádióinterjú során megkérdezték Lennont, hogy vannak-e kiadatlan Beatles-felvételek, és azt válaszolta, hogy csak "valami vacak 12-Bar Original dalra emlékszik". Starr elmondta Peter Palmiere újságírónak, hogy "mindannyian írtuk egy számot, és van egy példányom az egyik verzióból". Az idézetet később Palmiere egy Ringo Starr-borítóinterjúban/történetben használta a DISCoveries magazinban 1993-ban, valamint Jim Berkenstadt és Belmo a Black Market Beatles című könyvében.
A 12-Bar Original volt a Beatles első instrumentális dala, miután az EMI céghez szerződött, és George Martin producere volt az EMI londoni Abbey Road stúdiójában. A csapat további négy instrumentális zenéje a fent említett Flying (,amelynek az Aerial Tour Instrumental volt a munkacíme), a Cayenne és a Cry for a Shadow.

## A dal szerkezete és rögzítése
A 12-Bar Original felvétele 1965. november 4-én történt, ugyanazon a napon, mint a What Goes On című dalt. McCartney beszámlálásával kezdődően a szám 17 db 12 ütemet foglal magában, E-dúr kórusból áll, hozzáadott hangeffektusok nélkül, dob, basszusgitár, gitár és harmónium dallamok hallhatóak. A szám eredetileg 6 perc 42 másodperc volt. A szám Anthology 2 albumon való megjelenéséhez Martin összeszerkesztett bizonyos refréneket. A szám volt az első instrumentális felvétel, amelyet a csoport a Cry for a Shadow óta rögzített.

## Közreműködött
Ian MacDonald szerint:
- John Lennon – szólógitár
- Paul McCartney – basszusgitár
- George Harrison – szólógitár
- Ringo Starr – dob
- George Martin – harmónium

## Fordítás
Ez a szócikk részben vagy egészben  a(z)   12-Bar Original című angol Wikipédia-szócikk fordításán alapul.  Az eredeti cikk szerkesztőit annak laptörténete sorolja fel. Ez a jelzés csupán a megfogalmazás eredetét és a szerzői jogokat jelzi, nem szolgál a cikkben szereplő információk forrásmegjelöléseként.

## Forrás
- Ian Macdonald: A fejek forradalma. A Beatles és a hatvanas évek. (ford. Révbíró Tibor) Budapest: Helikon Kiadó, 2015. ISBN 978-963-227-468-3

## Külső hivatkozások
Allan W. Pollack megjegyzései a 12-Bar Original dalhoz
The Beatles Bible: 12-Bar Original